# Irak'li K'obakhidze
Irak'li K'obakhidze (in georgiano ირაკლი კობახიძე?; Tbilisi, 25 settembre 1978) è un politico georgiano, primo ministro della Georgia dall'8 febbraio 2024.
In precedenza, ha ricoperto la carica di Presidente del Parlamento della Georgia dal 2016 al 2019 ed è stato Membro del Parlamento dal 2016 al 2024. Dal 2021 al 2024, è stato anche presidente del suo attuale partito, Sogno Georgiano.

## Biografia
Irak'li K'obakhidze è nato a Tbilisi, all'epoca capitale della Repubblica Socialista Sovietica Georgiana in Unione Sovietica. Suo padre è il fisico e politico Giorgi K'obakhidze, che ha ricoperto la carica di vicepresidente del Parlamento nella quarta legislatura.
Dopo essersi laureato presso la facoltà di giurisprudenza dell'Università statale di Tbilisi nel 2000, ha proseguito i suoi studi presso l'Università Heinrich Heine di Düsseldorf dal 2002 al 2006, conseguendo una laurea magistrale in giurisprudenza e un dottorato di ricerca.
Ha iniziato la sua carriera accademica come assistant professor presso l'Università Statale di Tbilisi nel settembre 2005, mantenendo tale posizione fino al febbraio 2012. In seguito, è stato professore presso l'Università del Caucaso dal settembre 2011 all'agosto 2014, prima di tornare a lavorare presso l'Università Statale di Tbilisi nel ruolo di professore associato.
Parallelamente, ha dedicato parte del suo impegno professionale a diverse organizzazioni internazionali; tra queste ha collaborato con l'Agenzia degli Stati Uniti per lo Sviluppo Internazionale tra il 2000 e il 2001, con il Programma delle Nazioni Unite per lo sviluppo (PNUD) dal giugno 2006 al luglio 2014, con l'organizzazione non governativa Open Society Georgia dal gennaio 2011 al dicembre 2012, e con il Consiglio d'Europa tra il 2011 e il 2012.

## Carriera politica

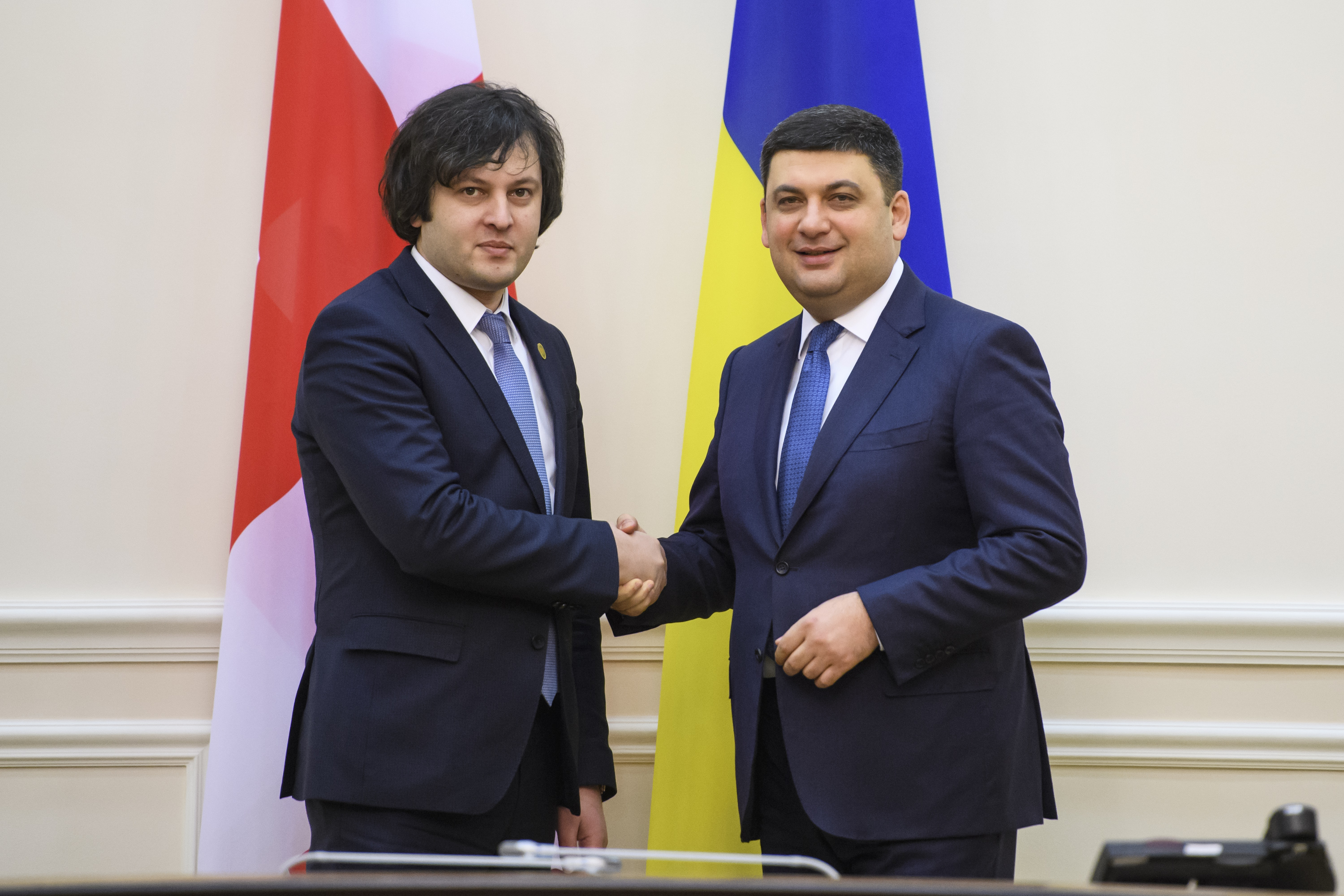
Irak'li K'obakhidze durante un incontro con il primo ministro ucraino Volodymyr Hrojsman nel 2018

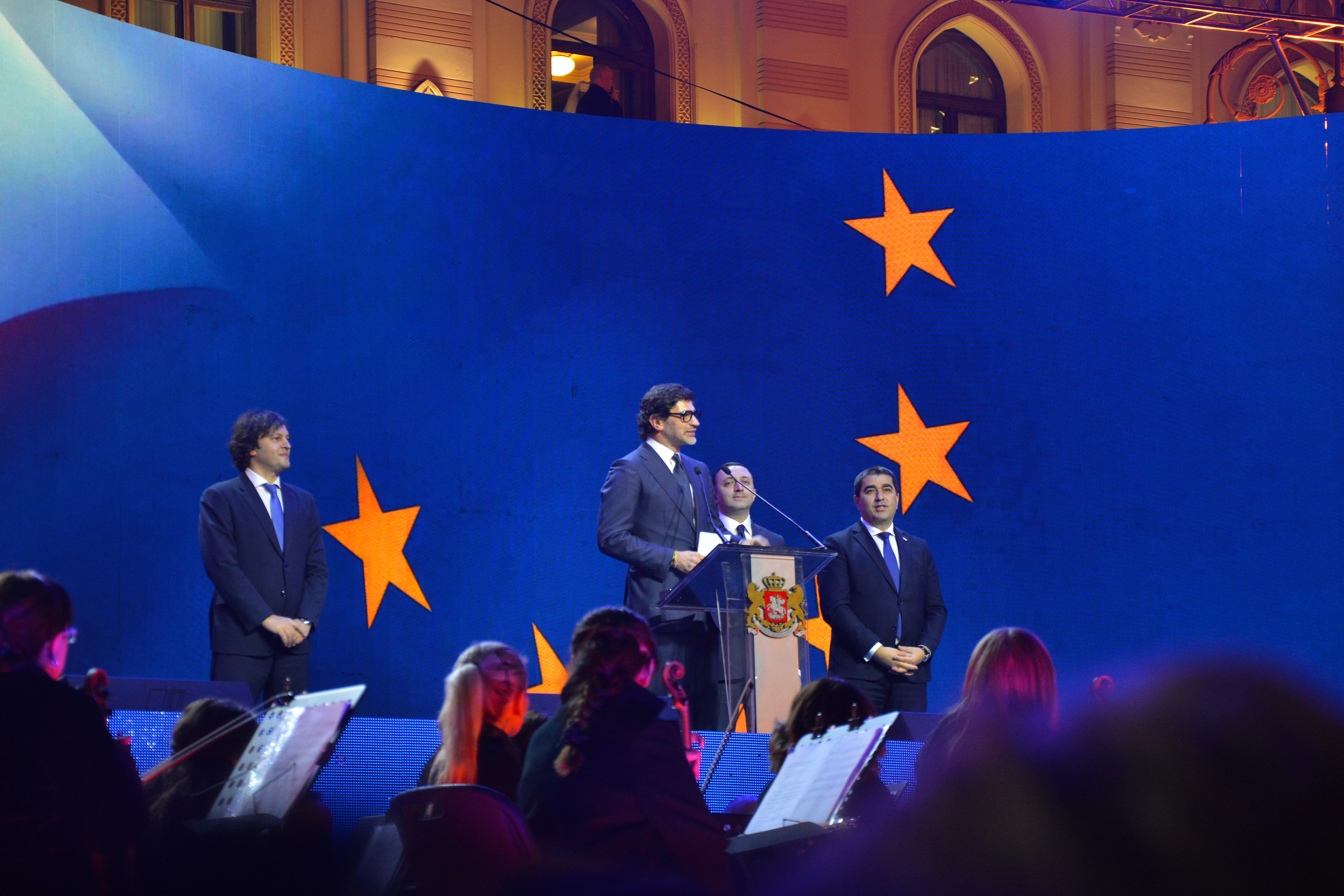
K'obakhidze (a sinistra) celebra il raggiungimento dello status di candidato all'UE da parte della Georgia, 15 dicembre 2023

Nel gennaio 2015, è stato nominato segretario generale del partito Sogno Georgiano fondato da Bidzina Ivanishvili.
In seguito alle elezioni parlamentari vinte dallo stesso partito, è stato eletto Presidente del Parlamento il 18 novembre 2016, con 118 voti a favore e 3 contrari.
Sotto la leadership di K'obakhidze, il Parlamento ha rafforzato i suoi legami internazionali: sono state istituite le Assemblee Parlamentari Georgia-Ucraina-Moldavia e Georgia-Polonia; inoltre sono stati firmati accordi di cooperazione strategica con diversi Parlamenti dei Paesi partner, come l'Assemblea nazionale polacca, il Saeima lettone, l'Oliy Majlis uzbeko e l'Assemblea nazionale serba.
Tra gli altri impegni politici, ha guidato il Parlamento georgiano verso nuove riforme costituzionali, presiedendo la Commissione Costituzionale Statale che ha redatto la nuova Costituzione della Georgia. Queste riforme hanno stabilito un sistema di governo parlamentare in Georgia. Le stesse modifiche hanno trasformato le elezioni parlamentari georgiane in un sistema completamente proporzionale, ridotto i poteri esecutivi del presidente, abolito le elezioni presidenziali dirette e rafforzato il ruolo del Parlamento e i diritti politici dell'opposizione.
Il 21 giugno 2019, a seguito di violente proteste scaturite da un invito al Parlamento del deputato russo Sergej Gavrilov, ha rassegnato le dimissioni.
Durante l'invasione russa dell'Ucraina del 2022, ha espresso il suo sostegno all'Ucraina, condannando le azioni di Vladimir Putin, ma opponendosi alle parole del segretario del Consiglio per la sicurezza e la difesa nazionale dell'Ucraina, Oleksij Danilov, il quale aveva dichiarato che la Georgia avrebbe "ampiamente aiutato" se avesse aperto un "secondo fronte" contro la Russia. Nella stessa occasione, ha criticato gli ufficiali ucraini nel voler perseguire i propri interessi a spese di Tbilisi, affermando che aprire un secondo fronte avrebbe portato sofferenza e distruzione alla Georgia. Infine, ha denunciato che era in atto un'azione coordinata da parte del "Partito della guerra globale" per trascinare il Paese nel conflitto.

Nel giugno 2022, il Parlamento europeo ha approvato diverse risoluzioni contro il governo georgiano e il Consiglio europeo ha rifiutato di concedere alla Georgia lo status di candidato. K'obakhidze ha contestato tali azioni e ha dichiarato che erano influenzate dal rifiuto del Paese verso le richieste ucraine.

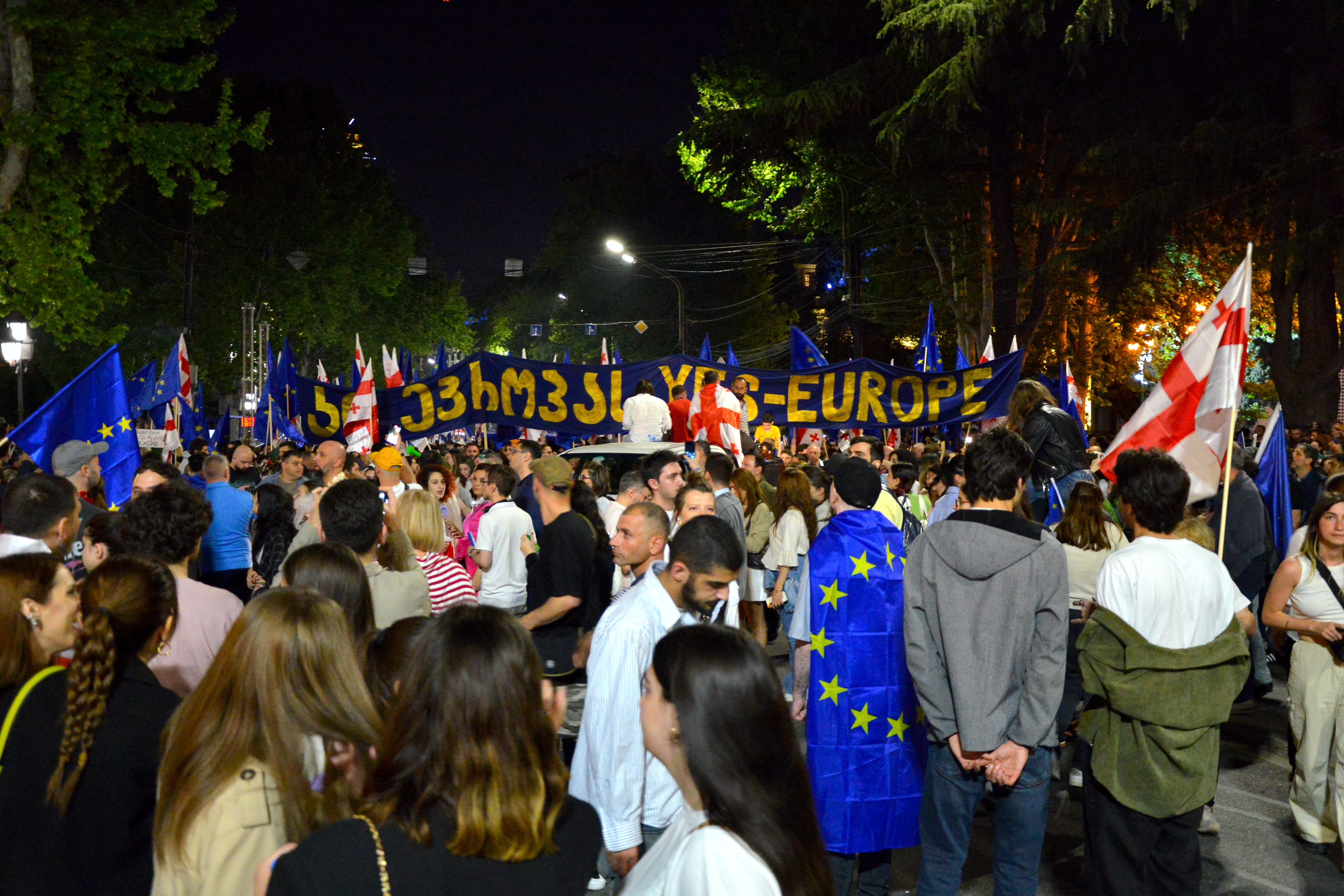
Protesta a Tbilisi contro il disegno di legge sugli "agenti stranieri" reintrodotto dal governo K'obakhidze

### Primo ministro
Il 29 gennaio 2024, il primo ministro Irak'li Gharibashvili ha annunciato le sue dimissioni. Il 1º febbraio, K'obakhidze è stato nominato come suo successore alla carica di capo del governo, mentre Gharibashvili ha assunto la presidenza del partito. L'8 febbraio 2024, il Parlamento ha confermato la sua nomina con 84 voti favorevoli e 10 contrari.
Il 3 aprile 2024, K'obakhidze ha annunciato il ritorno del controverso progetto di legge sugli agenti stranieri, abbandonato dal precedente governo nel marzo 2023 a seguito di massicce manifestazioni. Il termine "agente straniero" è stato quindi eliminato e sostituito con "organizzazione che serve gli interessi di una potenza straniera". Nuove manifestazioni sono esplose in opposizione a questa legge a partire dal 15 aprile successivo. La presidente Salomé Zourabichvili ha denunciato nuovamente un tentativo del governo e del partito Sogno Georgiano di compromettere il processo di adesione della Georgia all'Unione europea a favore dell'influenza russa e ha annunciato che avrebbe ricorso al diritto di veto.
Nel maggio 2024, ha dichiarato che, durante una conversazione telefonica, il commissario europeo per l'allargamento Olivér Várhelyi lo avrebbe minacciato, suggerendo che, qualora il parlamento georgiano avesse approvato la legge sugli agenti stranieri, avrebbe potuto subire la stessa sorte del primo ministro slovacco Robert Fico, vittima di un attentato. Várhelyi ha in seguito dichiarato che le sue parole sono state "estrapolate dal contesto".
Il 17 settembre 2024, ha affermato che la Georgia aveva iniziato la guerra in Ossezia del Sud nel 2008, seguendo un ordine ricevuto dall'estero. Ha inoltre ricordato la dichiarazione del fondatore del partito Sogno Georgiano, Bidzina Ivanishvili, secondo cui Tbilisi avrebbe trovato la forza di scusarsi con l'Ossezia del Sud per il conflitto scatenato dall'ex presidente Mikheil Saak'ashvili.
Dopo la sua vittoria alle controverse elezioni parlamentari dell'ottobre 2024, oggetto di condanna da parte degli Stati Uniti e dell’Unione europea, K'obakhidze ha sospeso il processo di adesione della Georgia all’Unione europea fino al 2028, accusando le autorità europee di “ricatto”. Il premier ha altresì motivato questa decisione con la necessità di concentrarsi sulle riforme interne, sebbene la mossa sia stata ampiamente criticata sia a livello nazionale che internazionale come un avvicinamento alla Russia.

## Vita privata
Irak'li K'obakhidze è sposato con Natalia Motsonelidze, con cui ha avuto due figli. Oltre al georgiano, K'obakhidze parla inglese, tedesco e russo.

## Premi e riconoscimenti
- 2017 - Professore Onorario presso l'Università statale bielorussa[37]
- 2023 - Premio Sabino Arana, Partito Nazionalista Basco[38]